# Gare de Saint-André-de-Cubzac
Gare de Saint-André-de-Cubzac vasútállomás Franciaországban, Saint-André-de-Cubzac településen.

## Vasútvonalak
Az állomást az alábbi vasútvonalak érintik:
- Chartres–Bordeaux-vasútvonal

## Kapcsolódó állomások
A vasútállomáshoz az alábbi állomások vannak a legközelebb:
- Gare d’Aubie - Saint-Antoine
- Gare de Cubzac-les-Ponts